# Gurty Calembé
Gurty Calembé est un footballeur mauricien né le 14 mai 1990 à Bambous dans le district de Rivière Noire. Il évolue au poste d'attaquant au Petite Rivière Noire SC et en équipe nationale.

## Biographie
Gurty Calembé nait le 14 mai 1990 à Bambous dans le district de Rivière Noire, son père, Curtis, est également footballeur au sein de l'Étoile de l'ouest (en) et de la Fire Brigade SC. Il intègre en 2006 le centre technique régional de la côte ouest puis, après deux ans de formation, il rejoint le centre technique national François Blaquart à l’initiative de Ashley Mocudé et Rajen Dorasami. International en équipe des moins de 20 ans, il s'engage, en 2009, avec l'Étoile de l'ouest et fait ses débuts en championnat de Maurice.
Il se révèle l'année suivante en terminant meilleur buteur du championnat avec 22 buts inscrits. La même année, il est appelé pour la première fois en équipe nationale par le sélectionneur Akbar Patel. Il n'entre cependant pas en jeu lors de cette rencontre remportée trois buts à un par le Cameroun.
En contact avec les clubs de Pamplemousses SC, de l'AS Port-Louis 2000 et le Curepipe Starlight SC, il signe finalement à Petite Rivière Noire SC, autre club de l'ouest de l'île qui lui offre en plus un travail. Sixième du championnat avec son club, il dispute lors de cette saison les Jeux des îles de l'océan Indien 2011 avec la sélection. Maurice s'incline, en finale face aux Seychelles, quatre tirs au but à trois après un match nul un but partout. Gurty Calembé entre en jeu à la 63e minute de la rencontre en remplacement de Jerry Louis. À la suite de la compétition, il est observé par le club chypriote de l'Omonia Nicosie mais reste cependant à Petite Rivière Noire SC. En 2013, il atteint avec son club la finale de la Coupe de Maurice où ils sont battus par Curepipe SSC sur le score de trois buts à deux.

## Palmarès
- Finaliste des Jeux des îles de l'océan Indien 2011 avec Maurice.
- Finaliste de la Coupe de Maurice en 2013 avec Petite Rivière Noire SC.